# Litoria chrisdahli
Litoria chrisdahli es una especie de anfibio anuro de la familia Pelodryadidae.

## Distribución geográfica
Esta especie es endémica de la Provincia Oriental Sepik en Papúa Nueva Guinea. Habita cerca de Wamangu, cerca del río Nakam, en la cuenca del Sepik, a unos 180 m de altitud.

## Etimología
Esta especie lleva el nombre en honor a Chris Dahl.

## Publicación original
- Richards, 2007 : A new species of 'spike-nosed' frog from northern New Guinea (Anura: Hylidae: Litoria). Zootaxa, n.º 1525, p. 51–59.[5]